# C7H8N2S
化学式C7H8N2S（摩尔质量：152.218 g/mol）可以指：
- 苯硫脲，CAS号：103-85-5
- 2-氨基硫代苯甲酰胺，CAS号：2454-39-9
- 3-氨基硫代苯甲酰胺，CAS号：78950-36-4
- 4-氨基硫代苯甲酰胺，CAS号：4714-67-4

|  | 这个同类索引页列出了具有相同分子式的化学物（即同分異構體）条目。 除非您是有意链接至本页，否则应将相应条目的内部链接指向正确的条目。 |